# Bourg de Liuqiao
Le bourg de Liuqiao (chinois simplifié : 柳桥镇 ; chinois traditionnel : 柳橋鎮 ; pinyin : Liǔqiáo Zhèn; Zhuang : Liujgyauz Cin) est un district administratif de la région autonome Zhuang du Guangxi en Chine. Il est placé sous la juridiction de la Xian de Fusui.

## Démographie
La population du district était de 33 000 habitants en 2011.

## Subdivisions administratives
La bourg de Liuqiao exerce sa juridiction sur deux subdivisions - 1 communauté résidentielle et 12 villages.
Communauté résidentielle :
- Qujiu(柳桥社区)

Villages :
- Leida(雷大村), Shangtun(上屯村), Baliu(岜留村), Zaowa(灶瓦村), Xincun(新村村),Quqi ( 渠齐村), Xichangn(西长村), Fuba(扶岜村), Poli(坡利村), Pokan(坡龛村), Pingpo(平坡村), Najia(那加村)